# Lyudmila Bragina
Lyudmila Ivanovna Bragina, (en russe : Людмила Ивановна Брагина), née le 24 juillet 1943 à Sverdlovsk en Russie, est une ancienne athlète soviétique

## Biographie
Pour ses premiers championnats d'Europe, elle termine à la quatrième place du 1 500 m en 1969. Lors de l'édition suivante, elle échoue à la sixième place.
La saison suivante, elle établit un record du monde de la discipline lors des championnats d'URSS. Cela la place comme l'une des favorites pour la première édition de cette discipline lors des jeux pour les Jeux olympiques de 1972 à Munich.
Lors de cette compétition, elle établit un premier record du monde en série, en 4 min 6 s 5, puis de nouveau lors de sa demi-finale en 4 min 5 s 06. Pour la finale, elle change de stratégie par rapport à ses précédentes courses. Afin de ne pas s'épuiser et de faire le jeu de finisseuses, elle reste derrière des adversaires jusqu'aux 800 mètres où elle démarre franchement, laissant derrière elle toutes ses adversaires. Elle remporte la médaille d'or, en 4 min 1 s 37, établissant en même temps son troisième record du monde de la semaine, l'abaissant de 3 s 7.
Après ces jeux, elle privilégie le 3 000 mètres, discipline sur laquelle elle établit trois records du monde et remporte une médaille d'argent lors des Championnats d'Europe 1974 à Rome.

## Palmarès

### Jeux olympiques d'été
- Jeux olympiques d'été de 1972 à Munich ( Allemagne de l'Ouest)
  -  Médaille d'or sur 1 500 m

### Championnats d'Europe d'athlétisme
- Championnats d'Europe de 1969 à Athènes ( Grèce)
  - 4e sur 1 500 m
- Championnats d'Europe de 1971 à Helsinki ( Finlande)
  - 6e sur 1 500 m
- Championnats d'Europe de 1974 à Rome ( Italie)
  -  Médaille d'argent du 3 000 m

### Championnats d'Europe d'athlétisme en salle
- Championnats d'Europe en salle 1970 à Vienne ( Autriche)
  -  Médaille d'argent sur 1 500 m

### Records du monde
- record du monde du 1 500 en 4 min 06 s 90 le 18 juillet 1972
- record du monde du 1 500 en 4 min 06 s 50 le 4 septembre 1972 (qualification des jeux)
- record du monde du 1 500 en 4 min 05 s 10 le 7 septembre 1972 (demi-finale des jeux)
- record du monde du 1 500 en 4 min 01 s 40 le 9 septembre 1972 (finale, record olympique)
- record du monde du 3000 en 8 min 53 s 00 le 12 août 1972 à Moscou
- record du monde du 3000 m en 8 min 52 s 74 le 6 juillet 1974 à Durham
- record du monde du 3000 en 8 min 27 s 20 le 7 août 1976 à College Park